# Cutro
Cutro é uma comuna italiana da região da Calábria, província de Crotone, com cerca de 10.859 habitantes. Estende-se por uma área de 131 km², tendo uma densidade populacional de 83 hab/km². Faz fronteira com Belcastro (CZ), Crotone, Isola di Capo Rizzuto, Mesoraca, Roccabernarda, San Mauro Marchesato, Scandale.

## Demografia
| Variação demográfica do município entre 1861 e 2011                               |
|                                                                                   |
| Fonte: Istituto Nazionale di Statistica (ISTAT) - Elaboração gráfica da Wikipedia |